# Наци-панк
Наци-панк (Nazi punk) — молодёжная ультраправая субкультура, представители которой придерживаются национал-социалистической идеологии, одно из направлений субкультуры панков, сильно отличное от их большинства. Термин также описывает тип музыки, связанный с ними.
Наци-панк, в плане музыки, похож на большинство других форм панк-рока, обычно отличаясь лишь лирикой. Часто в текстах песен говорится о ненависти к евреям, афроамериканцам, выходцам из Латинской Америки, пакистанцам, в России — к выходцам из СНГ, наркоторговцам, потомкам от смешанных браков, гомосексуалам, бисексуалам, марксистам, анархистам, антирасистам и другим идеологическим врагам. Наци-панк-группы играют несколько стилей музыки, в том числе Oi!, стрит-панк и хардкор-панк. Музыка НС-скинхедов, похожая на хардкор, Oi! или хеви-метал, называется Рок против коммунизма.
В 1978 году в Британии, у белых националистов «Национальный Фронт» появилась молодёжная организация ориентированная на панков, именуемая «Punk Front». Хотя «Punk Front» просуществовал всего один год, он привлек к себе достаточно английских панков, а также создал несколько групп играющих в стиле white power — The Dentists, The Ventz, Tragic Minds и White Boss. В начале 1980-х годов группа Brutal Attack некоторое время играла наци-панк. Однако, через некоторое время движение НС-панков стало возрождаться, и появилось в США в начале 1980-х годов, на заре подъёма хардкор сцены. Некоторую популярность получила идея наци-панка в странах СНГ, в основном, России и Украине, благодаря группам вроде Коррозии Металла, сочетавших элементы эстетики и звучания панк-рока с ультраправыми лозунгами.